# Rud Hudibras
Pour les articles homonymes, voir Rud et Hudibras.
Rud Hudibras est un roi légendaire de l’île de Bretagne (actuelle Grande-Bretagne), dont l’« histoire » est rapportée par Geoffroy de Monmouth dans son Historia regum Britanniae (vers 1135). Il est le fils du roi  Leil. Son règne aurait duré 39 ans.

## Le royaume de l’île de Bretagne
Après la guerre de Troie, Énée arrive en Italie, avec son fils Ascagne et devient le maître du royaume des Romains. Son petit-fils Brutus est contraint à l’exil après avoir accidentellement tué son père. Après une longue navigation, Brutus débarque dans l’île de Bretagne, l’occupe et en fait son royaume. Il épouse Innogen dont il a trois fils. À sa mort, le royaume est partagé en trois parties et ses fils lui succèdent : Locrinus reçoit le centre de l’île à qui il donne le nom de « Loegrie », Kamber reçoit la « Cambrie » (actuel Pays de Galles) et lui donne son nom, Albanactus hérite de la région du nord et l’appelle « Albanie » (Écosse). À la suite de l’invasion de l’Albanie par les Huns et de la mort d’Albanactus, le royaume est réunifié sous la souveraineté de Locrinus. C’est le début d’une longue liste de souverains.

## Rud Hudibras
Rud Hudibras est fils de Leil, dont le règne de 25 ans se termine par une guerre civile due au déclin de son autorité. La première de ses tâches est de faire cesser les troubles et ramener la  paix. Puis, il fonde plusieurs villes dont Kaerreint (Canterbury), Kaergueint (Winchester) et la forteresse du mont Paladur, c'est-à-dire Shaftesbury. Geoffroy de Monmouth précise que pendant la construction de la citadelle un aigle s’est mis à parler. Son règne dure 39 ans, il est contemporain de celui de Capis à Albe la Longue et des prophètes Amos, Jéhu, Joël et Azarias.
Son fils Bladud lui succède et règne pendant 20 ans.

## Sources
- (en) Peter Bartrum, A Welsh Classical Dictionary : People in History and Legend Up to about A.D. 1000, Aberystwyth, National Library of Wales, 1993, 649 p. (ISBN 978-0-907158-73-8), p. 646  RHUN BALADR BRAS. (Fictitious). (929-890 B.C.)
- Geoffroy de Monmouth, Histoire des rois de Bretagne, traduit et commenté par Laurence Mathey-Maille, Les Belles lettres, coll. « La Roue à livres », Paris, 2004,  (ISBN 2-251-33917-5).